# Cles
Cles é uma comuna italiana da região do Trentino-Alto Ádige, província de Trento, com cerca de 6.450 (2001) habitantes. Estende-se por uma área de 39 km², tendo uma densidade populacional de 165 hab/km². Faz divisa com Cagnò, Revò, Livo, Cis, Malé, Caldes, Sanzeno, Terzolas, Cavizzana, Tassullo, Croviana, Monclassico, Tuenno e Dimaro.